# Narita Express
De Narita Express (Japans: 成田エクスプレス, Narita ekusupuresu), of N'EX, is een treindienst van JR East, die Narita International Airport en verschillende stations binnen Groot-Tokio verbindt. De voornaamste concurrentie voor de Narita Express is de Skyliner-dienst van de concurrerende Keisei Electric Railway.

## Treinen en bestemmingen
Narita Express treinen dienen diverse stations in Groot-Tokio. De diensten worden gereden met speciaal daarvoor gebouwde E259-series treinen met zes rijtuigen. Alle treinen passeren Station Tokio, waar diensten worden gekoppeld of ontkoppeld. Meestal wordt een trein uit Ofuna of Yokohama gekoppeld met een trein van Shinjuku, Ikebukuro of Omiya.
De meerderheid van de Narita Express treinen stopt niet tussen Tokio en het vliegveld. In de ochtend- en avondspits stoppen bepaalde treinen in Chiba, Yotsukaido en Narita om forenzen te vervoeren. De gemiddelde reistijd tussen Tokio en Narita Airport ligt tussen 55 minuten en een uur.
Reserveren is verplicht waarbij men kan reizen in de tweede klas en de Green Class (eerste klas).

## Prijzen

### Tweede klas
Van Narita International Airport naar:
| Bestemming                 | Prijs  |
| -------------------------- | ------ |
| Chiba                      | ¥1,890 |
| Tokio                      | ¥2,940 |
| Shinjuku / Ikebukuro       | ¥3,110 |
| Omiya (Prefectuur Saitama) | ¥3,740 |
| Yokohama                   | ¥4,180 |
| Ofuna / Hachioji / Takao   | ¥4,500 |

### Green Car (eerste klas)
- De toeslag voor een stoel in de Green Car-stoel bedraagt 1490 ¥ (gemiddeld €13), onafhankelijk van de afstand.